# Further Explorations
Further Explorations (właśc. Further Explorations by the Horace Silver Quintet) – album studyjny amerykańskiego pianisty jazzowego Horace’a Silvera oraz współpracujących z nim w kwintecie muzyków, wydany z numerem katalogowym BLP 1589 w 1958 roku przez Blue Note Records.

## Powstanie
Materiał na płytę został zarejestrowany 13 stycznia 1958 roku przez Rudy’ego Van Geldera w należącym do niego studiu (Van Gelder Studio) w Hackensack w stanie New Jersey. Produkcją albumu zajął się Alfred Lion.

## Lista utworów
Opracowano na podstawie materiału źródłowego.
Wydanie LP
Strona A
| Nr | Tytuł utworu      | Muzyka        | Długość |
| -- | ----------------- | ------------- | ------- |
| 1. | „The Outlaw”      | Horace Silver | 6:07    |
| 2. | „Melancholy Mood” | Silver        | 6:36    |
| 3. | „Pyramid”         | Silver        | 6:38    |
|    |                   |               | 19:21   |

Strona B
| Nr | Tytuł utworu | Muzyka       | Długość |
| -- | ------------ | ------------ | ------- |
| 1. | „Moon Rays”  | Silver       | 10:56   |
| 2. | „Safari”     | Silver       | 5:11    |
| 3. | „Ill Wind”   | Harold Arlen | 6:53    |
|    |              |              | 23:00   |

## Twórcy
Opracowano na podstawie materiału źródłowego.
Muzycy:
- Horace Silver – fortepian
- Art Farmer – trąbka
- Clifford Jordan – saksofon tenorowy
- Teddy Kotick – kontrabas
- Louis Hayes – perkusja

Produkcja:
- Alfred Lion – produkcja muzyczna
- Rudy Van Gelder – inżynieria dźwięku
- Reid Miles – projekt okładki
- Francis Wolff – fotografia na okładce
- Leonard Feather – liner notes